# Kính thiên văn Magellan khổng lồ
Kính thiên văn Giant Magellan (GMT) là một kính viễn vọng cực lớn trên mặt đất đang được xây dựng, dự kiến hoàn thành vào năm 2025. Nó sẽ bao gồm bảy gương chính với đường kính 8.4 m (27,6 ft), và sẽ quan sát ánh sáng quang học và hồng ngoại gần (320-25000 nm), với khả năng phân giải của gương chính 24.5m và khu vực thu thập tương đương với gương 22m, rộng khoảng 368 mét vuông. Kính thiên văn này dự kiến sẽ có sức mạnh phân giải lớn hơn 10 lần so với Kính thiên văn vũ trụ Hubble và sẽ là đài quan sát quang học lớn nhất thế giới, tại thời điểm quan sát lần đầu của nó. Tính đến  tháng 12 năm 2015, bốn tấm gương đã được đúc và việc xây dựng cơ sở chính đã bắt đầu.
Tổng cộng có bảy gương chính được lên kế hoạch, nhưng nó sẽ bắt đầu hoạt động với bốn gương. Dự án trị giá 1 tỷ USD do Hoa Kỳ dẫn đầu hợp tác với Úc, Brazil và Hàn Quốc, với Chile là nước chủ nhà.

## Địa điểm

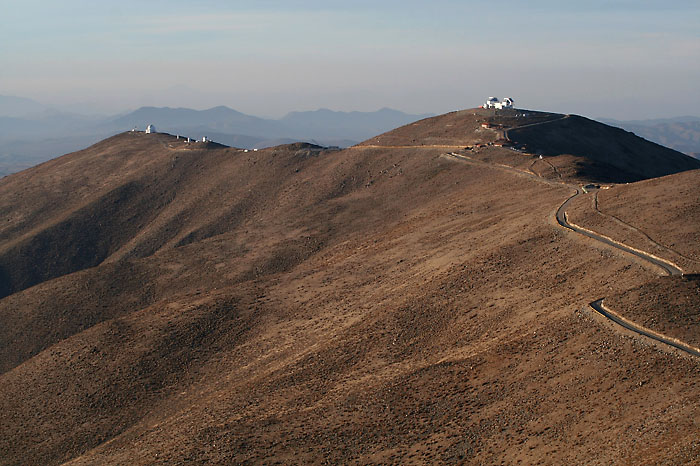
Đài thiên văn Las Campanas

Vị trí của kính viễn vọng là Đài thiên văn Las Campanas, cũng là địa điểm của Kính thiên văn Magellan, khoảng  phía bắc-đông bắc của La Serena, Chile và 180 km (112 mi) phía nam Copiapó, Chile, ở độ cao 2.516 m (8.255 ft). Địa điểm này đã được chọn làm địa điểm của công cụ mới vì có thể nquan sát thiên văn nổi bật và thời tiết trong sáng trong suốt cả năm. Ngoài ra, do sự thưa thớt của các trung tâm dân số và các điều kiện địa lý thuận lợi khác, bầu trời đêm ở hầu hết khu vực sa mạc Atacama xung quanh không chỉ không bị ô nhiễm khí quyển mà còn có thể là một trong những nơi ít bị ảnh hưởng nhất bởi ô nhiễm ánh sáng. làm cho khu vực này trở thành một trong những điểm tốt nhất trên Trái đất để quan sát thiên văn lâu dài. Chuẩn bị địa điểm chính bắt đầu với vụ nổ đầu tiên để san bằng đỉnh núi vào ngày 23 tháng 3 năm 2012. Vào tháng 11 năm 2015, việc xây dựng đã được bắt đầu tại địa điểm này, với một buổi lễ động thổ.